# Detlef Stolten
Detlef Stolten (* 1958) ist ein deutscher Metallurg. Er leitet das Institut für Energie- und Klimaforschung – Elektrochemische Verfahrenstechnik im Forschungszentrum Jülich und hat seit 2000 den Lehrstuhl für Brennstoffzellen an der Fakultät für Maschinenwesen der RWTH Aachen inne.

## Leben und Werk
Detlef Stolten studierte bis 1986 Hüttenwesen und nichtmetallischen Werkstoffe an der Technischen Universität Clausthal. Während seiner Tätigkeit bei der Robert Bosch GmbH promovierte er 1989 in Clausthal in Metallurgie zum „Dr.-Ing.“ Nach zehn Jahren in der Industrieforschung bei Bosch und Daimler-Benz/Dornier übernahm er 1998 die Stelle als Direktor des IEK-3 im Forschungszentrum Jülich.
Der Schwerpunkt seiner Forschungsaktivitäten lag auf der Elektrochemie, Verfahrenstechnik für Brennstoffzellen und Elektrolyse. 
Seit 2010 widmete er sich intensiv der technisch-ökonomischen Systemanalyse für die Transformation des Energiesystems.

## Funktionen
Von 2000 bis 2005 baute Stolten das von ihm geleitete Brennstoffzellennetzwerk des Landes NRW mit auf. Von 2003 bis 2009 war er Vorstand der Arbeitsgemeinschaft der elektrochemischen Forschungseinrichtungen.
Seit 2005 war er Mitglied des Strategierates für Wasserstoff- und Brennstoffzellen und später Mitglied des Beirats der NOW GmbH für die Helmholtz-Gemeinschaft Deutscher Forschungszentren bis 2013.
Er war Vorsitzender des Executive Committees des Implementing Agreements Advanced Fuel Cells der International Energy Agency.
Stolten ist Vice President für Europa der International Association of Hydrogen Energy, Mitglied des Beirats der VDI-Gesellschaft Verfahrenstechnik und Chemieingenieurwesen, des Aufsichtsrates des Wuppertal Institut für Klima, Umwelt, Energie und im Wissenschaftlichen Beirat des Max Planck Institutes for Dynamics of Complex Technical Systems.
Stolten war in der Leitung des 4. Deutschen Wasserstoff Kongresses und der World Hydrogen Energy Conference (WHEC) in Essen.
Er setzte die International Conference on Energy Process Engineering (ICEPE) auf und leitete die 2. Tagung zur Kohlendioxidabscheidung in Kohlekraftwerken sowie die 3. Tagung mit dem Titel Transition to Renewable Energy Systems in Frankfurt.

## Schriften (Auswahl)
Stolten gab mehrere Bücher heraus, erstellte zahlreiche referierte wissenschaftliche Publikationen und hat einen H-Index von 75.
- Stolten, D. and B. Emonts, Hydrogen Science and Engineering: Materials, Processes, Systems and Technology, 2016: Wiley, ISBN 978-3-52733-012-6
- Stolten, D., R.C. Samsun, and N. Garland, Fuel Cells: Data, Facts, and Figures. 2016: Wiley, ISBN 978-352733-240-3
- Stolten, D. and V. Scherer, Transition to Renewable Energy Systems. 2013: Wiley, ISBN 978-352767-389-6
- Stolten, D. and B. Emonts, Fuel Cell Science and Engineering: Materials, Processes, Systems and Technology. 2012: Wiley, ISBN 978-3-52733-012-6
- Stolten, D. and V. Scherer, Efficient Carbon Capture for Coal Power Plants. 2011: Wiley, ISBN 978-352733-002-7
- Stolten, D., Hydrogen and Fuel Cells: Fundamentals, Technologies and Applications. 2010: Wiley, ISBN 978-3-52732-711-9